# Delães
Delães es una freguesia portuguesa del concelho de Vila Nova de Famalicão, con 2,30 km² de superficie y 3.761 habitantes (2001). Su densidad de población es de 1 635,2 hab/km².